# ژن مورو
ژَن مورو (فرانسوی: Jeanne Moreau‎؛ زاده ۲۳ ژانویه ۱۹۲۸ – درگذشته ۳۱ ژوئیه ۲۰۱۷) چهرهٔ سرشناس سینمای جهان، هنرپیشه، خواننده و کارگردان فرانسوی بود. او در طول فعالیت هنریش با بزرگترین کارگردانان اروپایی و آمریکایی از جمله لوئیس بونوئل، تئو آنگلوپولوس، ویم وندرس، میکل آنجلو آنتونیونی، فرانسوا تروفو، اورسن ولز، جوزف لوزی و ژان لوک گدار همکاری کرد. او به جوایز هنری متعددی دست یافت. وی نخستین زنی است که برای عضویت در فرهنگستان هنرهای زیبای فرانسه برگزیده شد.
او طی ۶۰ سال کار هنری در بیش از ۶۲ نمایشنامه، ۱۳۵ فیلم سینمائی، ۲۷ فیلم و سریال تلویزیونی ایفای نقش کرد. همچنین نزدیک به ۹۰ ترانه از خود به یادگار گذاشت.

## زندگی
ژن مورو در ۲۳ ژانویهٔ ۱۹۲۸ در پاریس زاده شد. پدرش فرانسوی و صاحب رستوران و مادرش رقصنده‌ای با تبار انگلیسی بود. بدون آگاهی پدر و مادرش در کلاسهای تئاتر ثبت نام و در کنکور هنرستان پذیرفته شد و کارش را با بازیگری در تئاتر آغاز کرد. در سالِ ۱۹۴۷ در سن ۱۹ سالگی در نخستین فستیوال تئاتر «اَوینیون» به روی صحنه رفت. لویی مال کارگردان فرانسوی که تحت تأثیر زیبایی و هوش ژن مورو قرار گرفته بود از وی برای فیلم آسانسوری بسوی مرگ دعوت به همکاری کرد که همین اولین فیلم او را به ستاره سینمای فرانسه تبدیل کرد. با این حال از دیدگاه هنری کارش با فرانسوا تروفو و بازی در فیلم ژول و ژیم را می‌توان نقطه عطفی در کارنامه هنریش دانست.
ژَن مورو زندگی هنری پرباری داشت و در طول دهه‌های ۷۰ و ۸۰ و ۹۰ میلادی هم در آثار سینمایی حضور پیدا کرد. او با صرف نظر کردن از درآمدهای هالیوودی به بازی و همکاری در فیلم‌های اروپایی ادامه داد.
ژَن مورو پیشنهاد مایک نیکولز برای بازی در نقش خانم رابینسون در فیلم فارغ‌التحصیل را رد کرد و در عوض ترجیح داد دوباره با تروفو در فیلم عروس سیاه‌پوش همکاری کند؛ فیلمی که برای ادای دین به آلفرد هیچکاک ساخته شد.
از سایر فیلم‌های مشهور او می‌توان به فیلم شب (۱۹۶۱) ساخته مایکل آنجلو آنتونیونی، خاطرات یک کلفت (۱۹۶۴) ساخته لوئیس بونوئل، مادمازل (۱۹۶۶) ساخته تونی ریچاردسون را نام برد.
در سال ۲۰۰۸ ژن مورو بخاطر مجموعه کارهای هنریش سزار افتخاری دریافت کرد.

## زندگی شخصی
در زندگی خصوصی سه بار ازدواج کرد که هر سه به طلاق منجر شد. ابتدا با کارگردان فرانسوی ژان-لوئی ریشار ازدواج کرد که تنها فرزندش ژروم متولد ۱۹۴۹ حاصل این ازدواج است. سپس با هنرپیشه یونانی تئودوروس روبانیس در سال ۱۹۶۶ و در نهایت با ویلیام فریدکین در سال ۱۹۷۷ که دو سال بعد به جدایی منجر شد.

## فیلم‌های برگزیده

### فیلم
- ۱۹۵۷ آسانسوری به سوی قتلگاه (لویی مال)
- ۱۹۵۸ عشاق (لویی مال)
- ۱۹۶۰ مدراتو کانتابیله (پیتر بروک)
- ۱۹۶۱ شب (میکل آنجلو آنتونیونی)
- ۱۹۶۱ زن، زن است (ژان‌لوک گدار)
- ۱۹۶۲ ژول و ژیم (فرانسوا تروفو)
- ۱۹۶۲ محاکمه (اورسن ولز)
- ۱۹۶۳ آتش سرکش (لویی مال)
- ۱۹۶۴ ترن (جان فرانکن هایمر)
- ۱۹۶۴ خاطرات زن خدمتکار (لوئیس بونوئل)
- ۱۹۶۵ زنده‌باد ماریا! (لویی مال)
- ۱۹۶۷ عروس سیاه‌پوش (فرانسوا تروفو)
- ۱۹۶۷ قدیمی‌ترین حرفه (کلود اوتان-لارا، مائورو بولونینی، فیلیپ د بروکا، ژان-لوک گدار، فرانکو ایندووینا، مایکل پیفلگار)
- ۱۹۷۶ آقای کلاین (جوزف لوزی)
- ۱۹۷۶ آخرین سرمایه‌دار بزرگ (الیا کازان)
- ۱۹۹۰ دختری بنام نیکیتا (لوک بسون)
- ۱۹۹۶ دوستت دارم، دوستت ندارم (بیلی هاپکینز)
- ۱۹۹۱ تا آخر دنیا (ویم وندرس)
- ۱۹۹۸ برای همیشه (اندی تننت)
- ۱۹۹۱ گام معلق لک لک (تئو آنگلوپولوس)
- ۲۰۰۰ دست‌نویس شاهزاده (روبرتو آندو)
- ۲۰۰۷ هر کس سینمای خودش (تئو آنگلوپولوس)

### سریال
- ۲۰۰۰ بینوایان (ژوزه دایان)

## جوایز

### جشنواره فیلم کن
- ۱۹۶۰ بهترین بازیگر زن برای فیلم مُدراتو کانتابیله[۳]

### سزار
- ۱۹۸۷ نامزد بهترین هنرپیشه نقش دوم برای فیلم لو پالتوکه
- ۱۹۸۸ نامزد بهترین بازیگر زن برای فیلم معجزه
- ۱۹۹۲ سزار بهترین هنرپیشه زن برای فیلم پیرزنی که در دریا راه رفت[۴]
- ۱۹۹۵ سزار افتخاری
- ۲۰۰۸ سزار افتخاری برای مجموعه فعالیت‌های هنری

### اسکار
- ۱۹۹۸ اسکار افتخاری

## درگذشت
ژن مورو در ۳۱ ژوئیه ۲۰۱۷ در سن ۸۹ سالگی در گذشت.

## واکنش‌ها
امانوئل مکرون، رئیس‌جمهور فرانسه، از خدمات ژن مورو قدر دانی کرد و او را «مظهر سینما» خواند و گفت: «او دارای روح آزادی بود که همیشه در حال شورش علیه نظام متعارف در جامعه بود.»